# Ga Lim
Ga Lim là một nhà ga xe lửa tại thị trấn Lim, huyện Tiên Du, tỉnh Bắc Ninh. Nhà ga là một điểm của đường sắt Hà Nội - Đồng Đăng và nối với ga Từ Sơn với ga Bắc Ninh.